# 장흥동초등학교
장흥동초등학교는 대한민국 전라남도 장흥군 장흥읍 해당리 555에 있었던 초등학교이다.

## 연혁
- 1947년 1월 7일 설립인가
- 1947년 4월 15일 장흥동국민학교로 개교(4학급 337명)
- 1996년 3월 1일 장흥동초등학교로 교명 변경
- 2000년 3월 1일 장흥초등학교로 통폐합